# Túnel de Rohtang
El Túnel de Rohtang es un paso vehicular en construcción bajo el paso de Rohtang en el este de Pir Panjal perteneciente al Himalaya en la carretera de Leh-Manali. Con 8,8 km de longitud, el túnel será el más largo en la India y se espera que reduzca la distancia entre Manali y Keylong por cerca de 60 kilómetros.

## Títulos
| Predecesor: -                                | Túnel más largo de la India 8800 m.          | Sucesor: |
| Predecesor: Túnel de Cahuish 4482 m s. n. m. | 3° Túnel a mayor altitud del mundo 3978 msnm | Sucesor: |